# 小河一敏

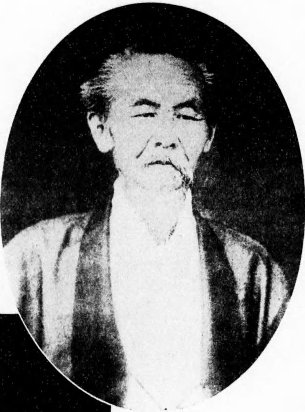
小河一敏

小河 一敏（おごう かずとし、文化10年1月21日（1813年2月21日） - 明治19年（1886年）1月31日）は、堺県知事、宮内省御用掛。通称は弥右衛門。

## 経歴
岡藩士の子として、豊後国竹田に生まれた。朱子学・陽明学を学び、また詩歌や文章も善くし、早くから尊皇攘夷の志をいだいた。嘉永6年（1853年）のマシュー・ペリーによる黒船来航を機に九州地方北部の各地を遊説して久留米藩の真木和泉や熊本藩の宮部鼎蔵
らと交わった。安政6年（1859年）には気吹舎に入門して国学の徒となり、平田銕胤嫡男平田延胤とは懇意の間柄にあった。藩論が尊王派と佐幕派に分かれ対立すると、尊王派の指導者として活動し、薩摩藩と結んで倒幕を画策して挙兵を図るが文久2年（1862年）の寺田屋騒動で挫折した。
文久2年6月9日、小河は江戸より上京した平田延胤と伏見にて面会し、小河は自身の活動目的について説明した。小河は、島津久光挙兵の風聞をうけ、中国・四国・九州地方の諸藩の勢力を糾合して薩摩藩への協同を目指しており、寺田屋騒動ののちも小河自身は薩摩藩邸に身を置きながら活動を継続、列藩が朝廷を奉戴する体制の確立を活動目標としていた。なお、小河は延胤に岩倉具視を引き合わせている。
帰藩後幽閉され、一度は許されたものの、慶応元年（1865年）に幕府をはばかった藩主中川久昭により再び幽閉された。しかし、京都や摂津にあって岩倉具視らに時局を説くこともあったという。
新政府成立後の慶応4年（1868年）4月、解放されて太政官に出仕し、参与・内国事務局判事となり、大阪府判事、堺県知事に転じた。堺県知事として養蚕業を導入して殖産興業に努めた。しかし1870年（明治3年）、氾濫で決壊した大和川の堤防の修築費用を、独断で発行した県札であてたことがとがめられ、免官となった。和泉・河内の民衆は記念碑を建てて、その功績をたたえた。
その後、宮内大丞に任ぜられたが、翌1871年（明治4年）に免官となった。1875年（明治8年）より修史局、修史局廃止後は修史館で史料の編纂にあたった。1877年（明治10年）に宮内省権少書記官に、1881年（明治14年）には宮内省御用掛に任ぜられた。
墓所は豊島区駒込の染井霊園。

## 逸話
維新の後のある時、明治天皇は昔の養育係を思い出し「田中河内介はいかがいたしたか」と臣下に尋ねたことがあった。誰も答えられないでいると、田中河内介と親交のあった小河一敏が進み出て「ここにおられる某君等が指図して、薩摩へ護送の際に同志に刺殺され、船中において非業の死を遂げました」と答えたので、某は赤面して顔を上げることができなかったという話が伝わっている。

## 登場作品
テレビドラマ
- 『西郷どん』（2018年、NHK大河ドラマ、演：出口高司）